# Блестящий расписной малюр
Блестящий расписной малюр (лат. Malurus splendens) — птица из семейства малюровых. Встречается в большей части Австралии, от центральной части западного Нового Южного Уэльса до юго-запада Квинсленда по всему побережью Западной Австралии. Населяет преимущественно аридные и полуаридные регионы. Имея сильный половой диморфизм, самец в брачном наряде представляет собой небольшую, длиннохвостую птицу с преимущественно ярко-синей и чёрной окраской. Самцы вне сезона размножения, самки и птенцы имеют преимущественно серо-коричневую окраску; создаётся впечатление, что особи мужского пола — полигамные, поскольку все птицы с бледным оперением принимались за самок. Вид включает в себя несколько похожих синих и чёрных подвидов, которые изначально считались отдельными видами.
Как и другие расписные малюры, блестящий расписной малюр отличается своеобразным поведением: птицы социально моногамные, но ведут беспорядочную половую жизнь, подразумевая, что хотя птицы и образуют пару «один самец — одна самка», каждый партнёр будет спариваться с другими особями и даже помогать в воспитании птенцов, появившихся на свет в результате таких встреч. Во время брачных игр самцы рвут розовые или фиолетовые лепестки и демонстрируют их самкам.
Среда обитания птицы простирается от леса до пустынных кустов обычно с достаточным количеством растительных укрытий. В отличие от прекрасного расписного малюра птица не так хорошо приспособилась к антропогенным ландшафтам и исчезла с некоторых урбанизированных территорий. Блестящий расписной малюр питается, в основном, насекомыми и семенами, дополняющие рацион птицы.

## Таксономия
Птица является одним из 12 видов рода расписные малюры, которые встречаются в Австралии и низменностях Новой Гвинеи. В рамках рода ближайшим родственником птицы является прекрасный расписной малюр. В свою очередь ближайшим родственником этих видов является лиловошапочный расписной малюр с северо-западной Австралии.
Экземпляры первоначально были собраны в районе Кинг Джордж Саунд, а в 1830 году были описаны как Saxicola splendens французскими натуралистами Куа и Гемаром. Тремя годами ранее Джон Гульд дал птице научное название Malurus pectoralis. Хотя он правильно поместил птицу в род расписных малюров, видовой эпитет бывших авторов имел приоритет. Видовой эпитет является производной от латинского слова splendens, которое означает «сияющий». Как и другие расписные малюры, птица не является родственником настоящих крапивников. Сначала она была помещена Ричардом Шарпом в семейство мухоловковых, затем тем же автором — в семейство славковых, а в 1975 году оказалась в новообразованном семействе малюровых. Недавний анализ ДНК показал, что родственными семействами малюровых являются медососовые и радужные птицы из надсемейства Meliphagoidea.

### Подвиды

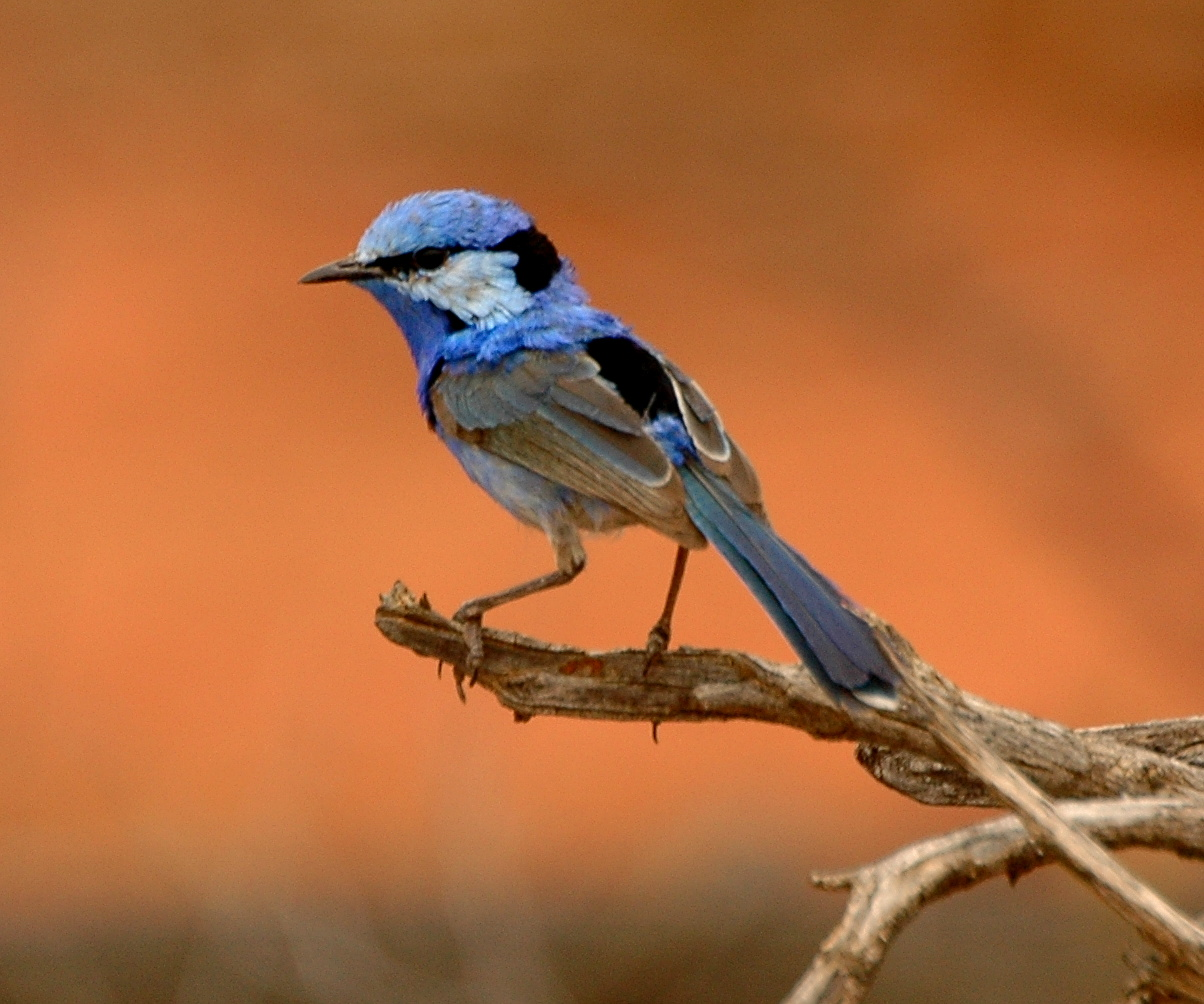
Самец подвида emmettorum на юго-западе Квинсленда

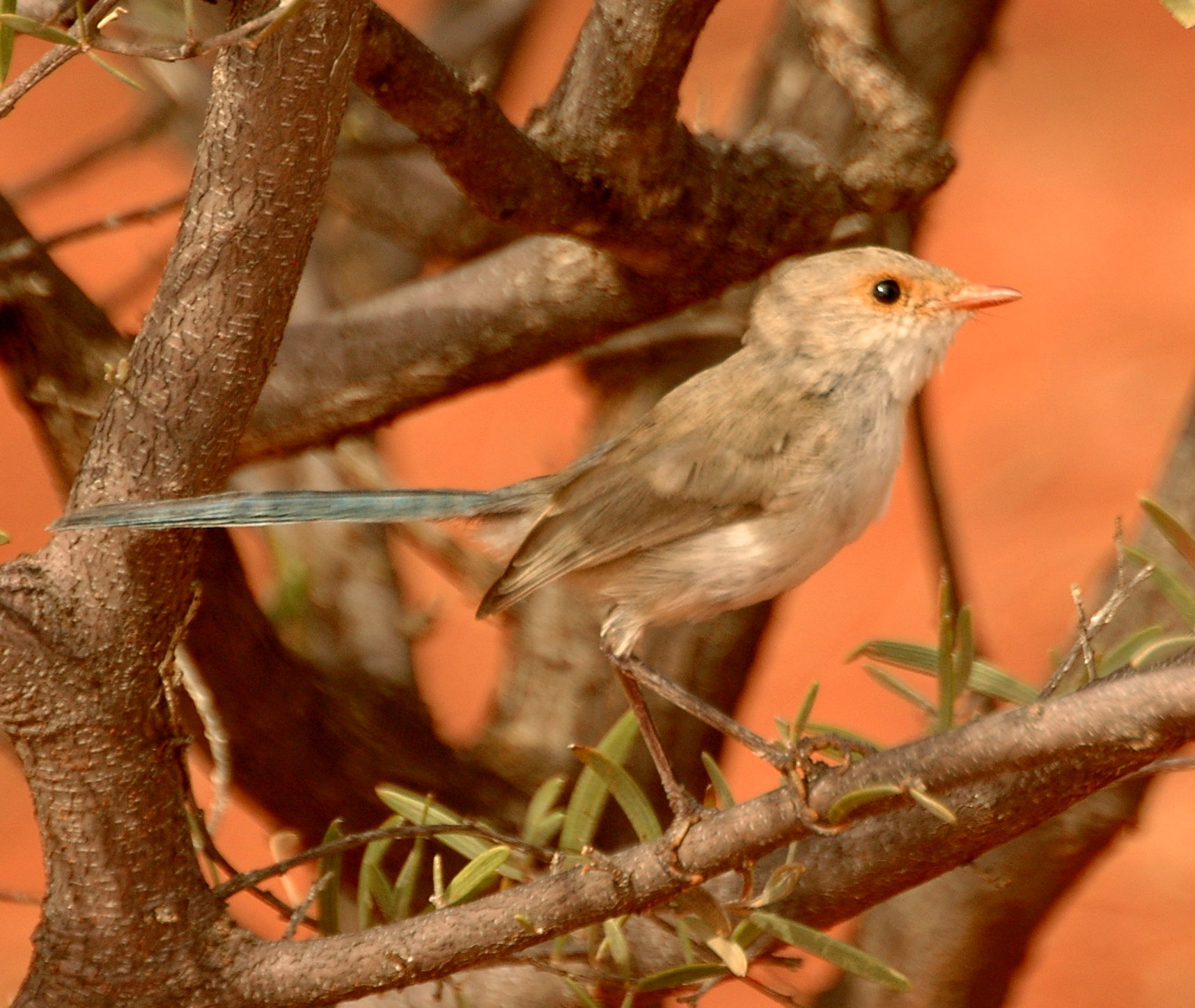
Самка подвида emmettorumна юго-западе Квинсленда

В настоящее время в таксономии признаются четыре подвида: M. s. splendens в Западной Австралии, M. s. musgravei в Центральной Австралии (подвид, ранее известный как M. s. callainus), M. s. melanotus в материковой части Восточной Австралии и M. s. emmottorum на юго-западе Квинсленда. Изначально они рассматривались в качестве трёх отдельных видов, поскольку находились далеко от своих границ с другими подвидами. Тем не менее, после изучения внутренних областей Австралии, стало очевидно, что в них находились зоны скрещивания в результате пересечения ареалов каждого подвида. Таким образом, в 1975 году первые три вида стали подвидами блестящего расписного малюра.
- M. s. splendens, известный как блестящий, или полосатый расписной малюр встречается на большей части Центральной и юго-западной Австралии. Это был первый подвид, которому Куа и Гемар дали научное название в 1830 году.
- M. s. melanotus, известный как черноспинный расписной малюр, в качестве отдельного вида был описан Джоном Гульдом в 1841 году[17]. Встречается в области произрастания низкорослого эвкалипта Южной Австралии (район Седан к северо-востоку от Аделаиды) внутри западной Виктории, на западе Нового Южного Уэльса и юго-западе Квинсленда. Отличается от номинативного подвида чёрной спиной и белой нижней частью брюха.
- M. s. musgravei был описан в 1922 году орнитологом-любителем Грегори Мэтьюсом в качестве отдельного вида с озера Эйр в Центральной Австралии[18]. Встречается в районах произрастания безжилковой акации[англ.] и низкорослого эвкалипта на большей части Южной Австралии и юге Северной Территории. В отличие от номинативного подвида птица имеет светло-синий или бирюзовый верх, а также чёрный огузок. Подвид, пойманный орнитологом Самуэлем Уайтом[англ.] и получивший научное название от Джона Гульда в 1867 году, имел много синонимов, среди которых был известен как M. callainus или бирюзовый расписной малюр. Исходная коллекция, носившая видовой эпитет callainus, считалась гибридом нынешних подвидов musgravei и melanotus и с этих пор имеет название musgravei[16].
- M. s. emmottorum на юго-западе Квинсленда в рецензии Шодда и Мейсона в 1999 году получил описание и статус подвида[16]. Подвид был назван в честь Ангус Эммотта, фермера и биолога — любителя с западного Квинсленда[19].

### Происхождение
В своей монографии 1982 года орнитолог Ричард Шодд предполагал, что общие предки прекрасного и блестящего расписного малюра имеют южное происхождение. Где-то в прошлом они разделились на юго-западную (блестящий малюр) и юго-восточную (прекрасный малюр) популяции. Поскольку юго-запад имел более засушливый климат, чем юго-восток, в котором были более благоприятные условия, блестящие расписные малюры оказались более способными к распространению во внутренних районах. Они делились на две популяции, которые впоследствии изолировались в следующем ледниковом периоде до тех пор, пока нынешний более благоприятный климат не позаботился об их миграции и скрещивании в результате пересечения их ареалов. Предполагается, что исходное разделение произошло не так давно, поскольку у групп было недостаточно времени, чтобы разделиться на виды. Дальнейшие молекулярные исследования могут привести к изменению этой гипотезы.

## Описание

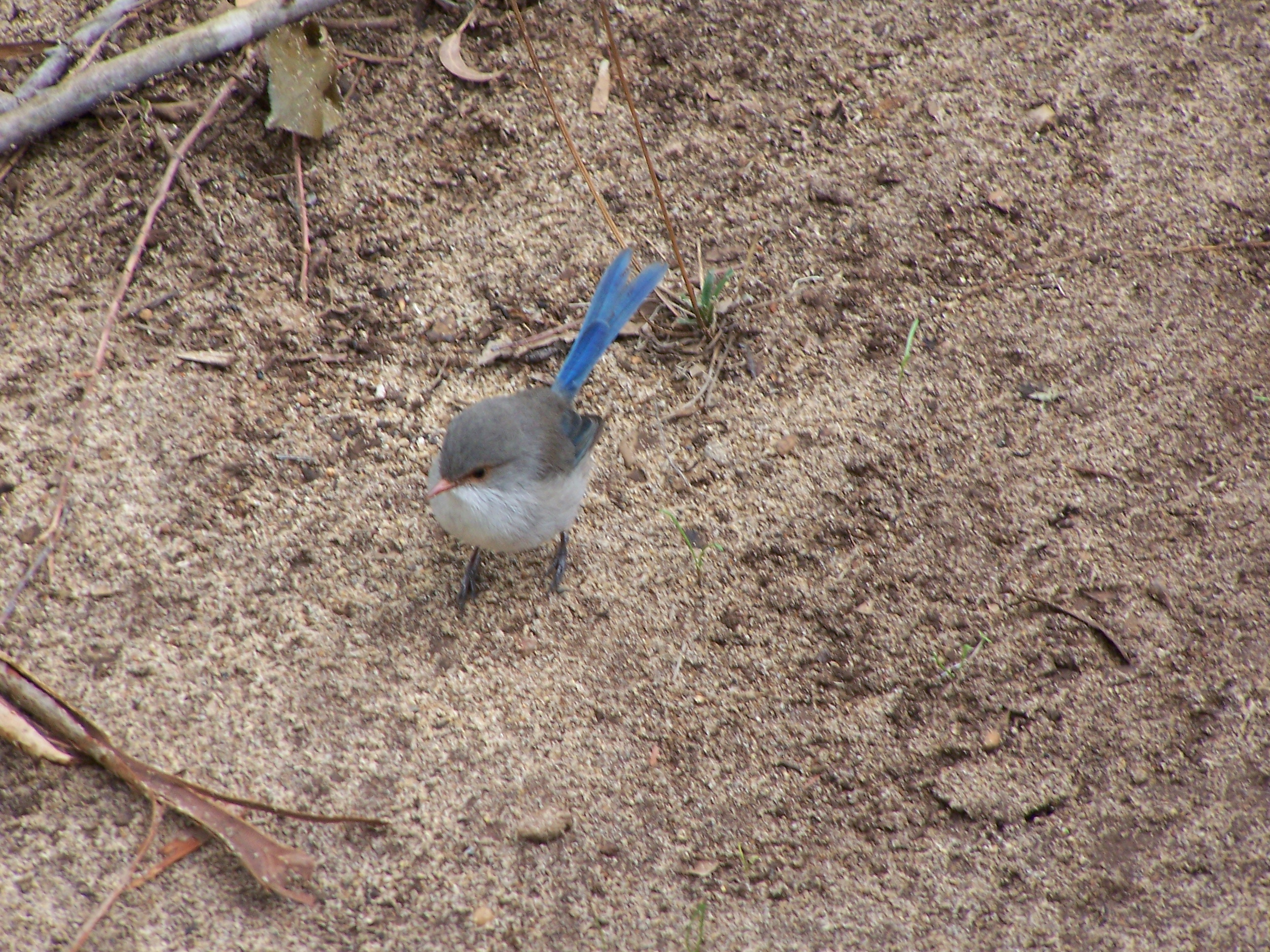
Самка подвида splendens, демонстрирующая каштановый клюв и синеватый хвост

Блестящий расписной малюр — небольшая птица длиной 14 см. Имея сильно выраженный половой диморфизм, размножающийся самец отличается от самок ярко-синим лбом и кроющими перьями уха, фиолетовым горлом, тёмно-синими крыльями, грудью и хвостом с чёрным клювом, полосой вокруг глаз и груди. Голубой брачный наряд самцов часто упоминается как брачное оперение. Самец вне сезона размножения имеет коричневое оперение, синие крылья и голубоватый хвост. Самки похожи на самцов вне сезона размножения, но имеют каштановый клюв и пятно вокруг глаз. Юные самцы после вылупления облачаются в брачный наряд в первый для них сезон размножения, хотя до полного совершенства это может занять год или два, поскольку наблюдаются остатки коричневого оперения. Оба пола после сезона размножения линяют, причем самцы облачаются в тёмное оперение. Птицы снова облачаются в брачный наряд зимой или весной. Некоторые старые самцы имели синюю окраску круглый год. Синее оперение самцов во время сезона размножения, особенно кроющие перья, переливаются из-за плоской и скрученной поверхности крючков на бороздке перьев. Синее оперение отражает ультрафиолетовое излучение, являясь более заметным для других малюров, у которых цветное зрение находится в этой части спектра. Вокализация похожа на сильное щебетание: оно более резкое и громкое, чем у других расписных малюров и меняется от особи к особи. Мягкое тррт служит в качестве связи между членами кормящейся группы, в то время как тцит является сигналом тревоги. Кукушек и других незваных гостей птицы при угрозе могут встречать выпрямленной стойкой и жужжащим щебетанием. Во время размножения самки издают мурлыкающие звуки.

## Распространение и среда обитания
Вид широко распространён в аридных и полуаридных зонах Австралии. Среда обитания, как правило, засушливая и поросшая кустарниками, акацией и низкорослым эвкалиптом в пустынных районах и лесных территориях на юго-западе. Западные подвиды splendens и melanotus ведут преимущественно оседлый образ жизни, хотя подвид musgravei частично совершает миграции. В отличие от восточного прекрасного расписного малюра, птица не так хорошо приспособилась к антропогенному ландшафту и исчезла с некоторых урбанизированных территорий. Лесные насаждения сосны и эвкалиптов также являются неподходящим местообитанием, поскольку в нём отсутствует подлесок.

## Поведение

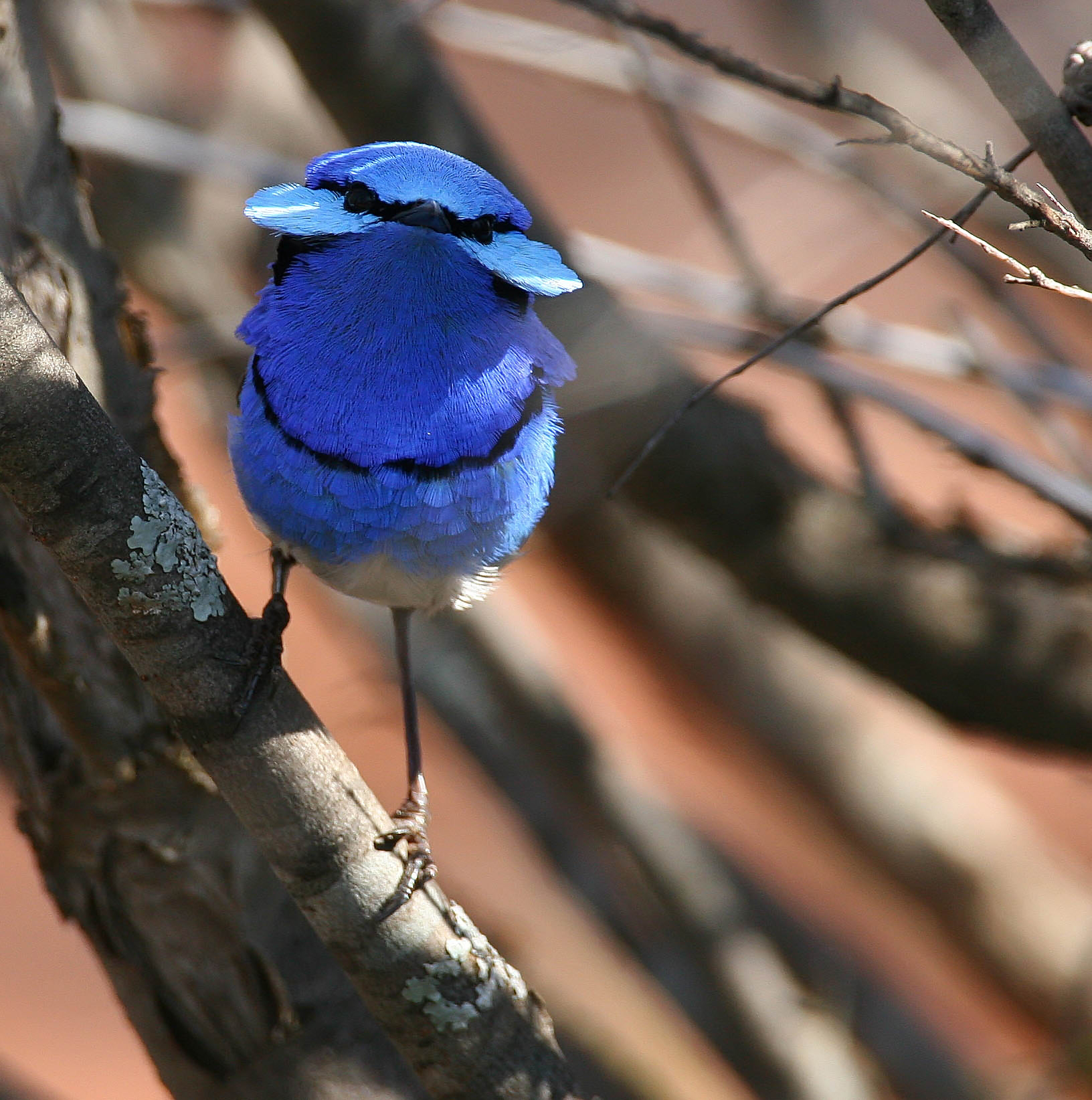
Подвид melanotus с раскрытым «веером»

Как и остальные виды расписных малюров, этот вид является активным охотничьим, особенно на открытых пространствах возле укрытий, а также в глубокой листве. Передвижение птицы представляет собой серию прыжков и приземлений, причем равновесие птицы обеспечивается относительно широким хвостом, который обычно находится в вертикальном, реже в исходном положении. Короткие, закругленные крылья обеспечивают хороший первоначальный подъём и используются для коротких, но недолгих перелётов. Тем не менее, блестящие расписные малюры более выносливы, чем большинство других расписных малюров. Весной и летом птицы в течение дня активны на рассвете и во время охоты поют песни. Насекомые в их районах обитания довольно многочисленны и их легко поймать, что позволяет птицам отдыхать между походами за едой. Группы во время дневного зноя вместе ютятся и часто отдыхают. Зимой, когда найти еду труднее всего, птицы непрерывно кормятся весь день.
Группы из двух-восьми особей остаётся на своей территории и защищает её круглый год. Размер территории составляет в среднем 4,4 га в областях с лесной пустошью. Размер уменьшается с увеличением плотности растительности и количества самцов в группе. Группа состоит из социально моногамной пары с одной и более птицами-помощниками мужского или женского пола, которые родились на территории, не обязательно являясь потомством главной пары. Птицы ведут беспорядочную половую жизнь, при чём каждый партнёр спаривается с другими особями и даже помогает в воспитании птенцов, появившихся в результате этих встреч. Более трети потомства появляется в результате «внебрачного» спаривания. Птицы-помощники участвуют в защите территории, а также кормлении и воспитании птенцов. Птицы в группе сидят бок о бок в плотном укрытии, а также участвуют во взаимной чистке перьев.
Основными гнездовыми паразитами являются ворона-свистун, флейтовые птицы, смеющаяся кукабара, вороны-флейтисты, врановые, сорокопутовые мухоловки, а также интродуцированные млекопитающие, такие как обыкновенная лисица, кошка и чёрная крыса. Как и другие малюры, вид использует тактику «бега вокруг грызунов» для отвлечения хищников от гнёзд молодых птиц. При этом опускаются голова, шея и хвост, удерживаются крылья и раздувается тело, после чего птица начинает быстро бегать, издавая непрерывный сигнал тревоги.

### Питание
Блестящий расписной малюр преимущественно насекомоядная птица. В её рацион входит широкий круг мелких существ, в основном членистоногих, среди которых муравьи, кузнечиковые, сверчки, пауки и жуки. Рацион дополняется небольшим количеством семян, цветов и фруктов. Птицы обычно кормятся на земле или в кустарниках, которые расположены менее чем в двух метрах над землёй. Подобный способ кормёжки называется «прыгучий поиск». Необычным для этих малюров является то, что они иногда кормятся в укрытиях цветущих эвкалиптов. Птицы, как правило, держатся достаточно близко, чтобы скрываться и кормиться в группах, поскольку такая практика делает их уязвимыми для ряда хищников. Зимой может быть недостаточно пищи, поэтому муравьи, которые являются «важной спасительной инстанцией», составляют значительно большую долю в рационе. Взрослые малюры кормят своих птенцов разным кормом, предпочитая более крупных животных, такие как гусеницы и кузнечики[./Блестящий_расписной_малюр#cite_note-_62f47879166cabe2-42 [42]].

### Ухаживание
Самцы расписных малюров для привлечения самок используют различные приёмы, среди которых известны «полёт морского конька» и «головной веер». Первый приём, названный так за сходство движений с морским коньком, представляет собой сильный вихреобразный полёт, в котором самец с вытянутой шеей и вставшими дыбом перьями сначала перемещает туловище из горизонтального положения в вертикальное, затем медленно садится на поверхность земли, при этом быстро хлопая крыльями, и после посадки прыгает вверх. Приём «головной веер» рассматривается как часть агрессивной или сексуальной демонстрации, в результате которого кроющие перья уха начинают наполняться кровь и подниматься.

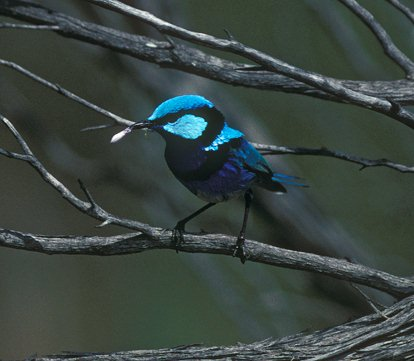
Подвид musgravei с пурпурным лепестком

Ещё одной интересной чертой самцов расписных малюров в течение сезона размножения является срыв и демонстрация лепестков цветов самкам. Данный вид использует преимущественно розовые и пурпурные лепестки, которые выделяются на фоне их оперения. Лепестки являются частью процесса ухаживания и дарятся самкам на собственной или иной территории самца. Вне сезона размножения самцы на чужих территориях иногда дарят лепестки самкам, возможно для привлечения их на свою территорию. Примечательно, что расписные малюры являются социально моногамными птицами, но ведут беспорядочную половую жизнь: пары соединяются на всю жизнь, но каждый из партнёров регулярно спаривается с другими особями. Большая часть птенцов появляется от самцов из чужих групп. Птенцы часто появляются не только в паре, но и от других самцов, которые спариваются с самкой партнёра. Таким образом, поднос лепестков является поведение, которое возможно укрепляет пары. Поднос лепестков также может быть способом привлечения других самцов для спаривания с самкой. В любом случае, доказательства не сильно прослеживают связь между подносом лепестков и спариванием после этого.
Исследователи с кафедры экологии и эволюции чикагского университета в 2010 году в журнале Behavioral Ecology опубликовали статью, доказывая, что самец данного вида в ответ на звуки хищника использует «брачную» вокализацию (песню 2 типа). Безостановочные трели на звуки угрозы и зов самки, которые становятся более сильными в присутствии хищника, больше относятся к песне 2 типа, чем при отсутствии опасности, перед которой слышны посторонние шумы.

### Размножение
Период размножения длится с конца августа по январь, хотя в августе из-за сильных дождей он может затянуться. Гнездо строит самка, представляющее собой круглое или куполообразное строение из свободно сплетенных трав и паутины со входом у поверхности земли с одной стороны, хорошо скрытое в густой и часто колючей растительности, например в акации красивой или хакее. В период размножения может быть выращено один или два выводка. Кладка от двух до четырёх мутно-белых яйца размером 12×16 мм с красновато-бурыми пятнами и крапинками. Инкубация длится около двух недель. Самка высиживает яйца 14 или 15 дней; после вылупления в течение 10-13 дней все члены группы кормят птенцов и выносят их фекальные мешочки. К этому времени птенцы полностью оперяются. Молодые птицы остаются в семейной группе в качестве помощников на год или более, прежде чем они присоединятся к другой группе, как правило, соседней, или займут доминирующее положение в исходной группе. В качестве помощников они кормят и заботятся о последующем поколении.
Великолепный расписной малюр также часто выступают в качестве хозяев для таких гнездовых паразитов, как краснохвостая бронзовая кукушка и блестящая бронзовая кукушка.

## В культуре
Птица должна была стать иллюстрацией для маркированного конверта 45c, выпущенного 12 августа 1999 года, однако по ошибке был помещён прекрасный расписной малюр.